# Bis(trifluorométhanesulfonyl)imidure de lithium
Le bis(trifluorométhanesulfonyl)imidure de lithium, ou LiTSFI, est un composé chimique de formule Li+ [N(SO2CF3)2]−. Il s'agit d'un sel hydrophile très soluble dans l'eau qui peut être utilisé comme électrolyte plus sûr que l'hexafluorophosphate de lithium LiPF6. Il est formé d'un cation de lithium Li+ et d'un anion bistriflimidure [N(SO2CF3)2]−.
Sa très bonne solubilité dans l'eau fait du LiTFSI un sel de lithium utilisé comme électrolyte en solution aqueuse pour accumulateurs lithium-ion aqueux (en),.